# بارس (منطقة تاريخية)

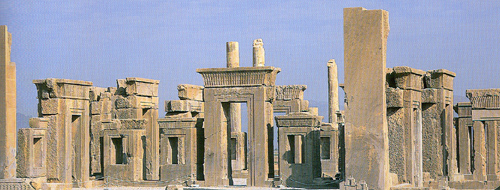
أنقاض تخت جمشيد أو برسيبوليس

بارس (بالفارسية پارس من اليونانية Περσίς من الفارسية القديمة پارسا، عرفت لاحقا باسم فارس) هو اسم منطقة بالقرب من جبال زاغروس عند بحيرة أورميا. اسم بلاد فارس مشتق مباشرة من الفارسية القديمة بارسا. مع مرور الزمن، انتقل الاستيطان البشري باتجاه الجنوب الغربي من إيران (فارس).

بارس : البکن العرب
قطن الفرس القدماء المنطقة منذ القرن العاشر قبل الميلاد، وأصبحوا حكاما لأكبر إمبراطورية في العالم تحت السلالة الأخمينية التي تأسست في أواخر القرن السادس قبل الميلاد، والتي امتدت في ذروتها من تراقيا-مقدونيا وبلغاريا-باوانيا وأوروبا الشرقية في الغرب إلى وادي السند في أقصى شرقها. تقع أنقاض كل من تخت جمشيد (بيرسيبوليس) وباسارغاد وهما اثنتين من أربعة عواصم للإمبراطورية الأخمينية في فارس.
هزمت الإمبراطورية الأخمينية على يد الإسكندر المقدوني عام 333 قبل الميلاد، الذي ضم معظم أراضيها لإمبراطوريته. بعدها بقليل تأسست الإمبراطورية السلوقية. لكنها لم تبسط نفوذها خارج طرق التجارة الرئيسية في فارس، وفي عهد أنطيوخس الأول أو ربما بعده ظهرت بارس كدولة مستقلة تسك قطع النقد الخاصة بها.

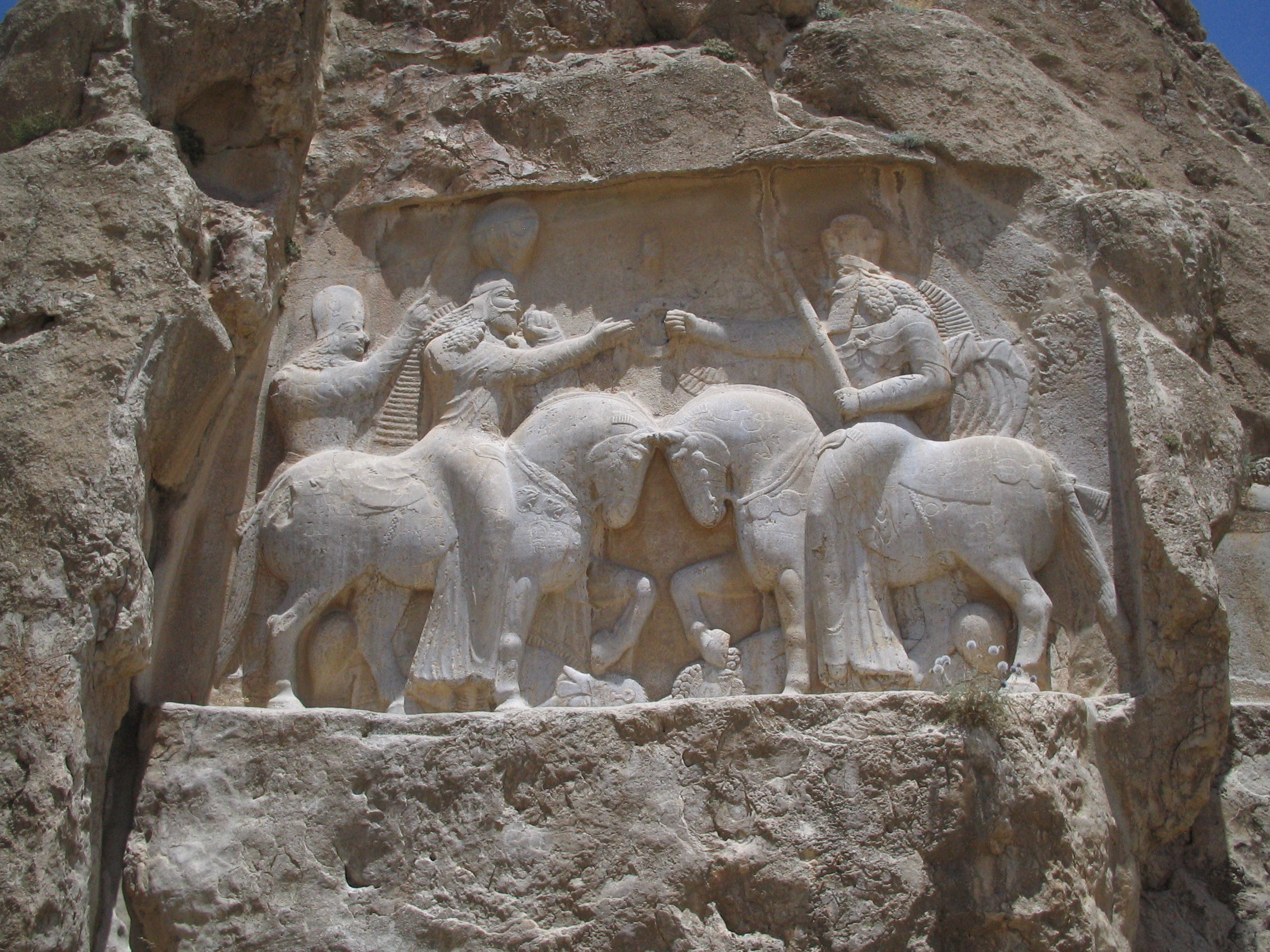
منحوتة ساسانية تبين تنصيب الملك أردشير الأول

هزمت الإمبراطورية السلوقية لاحقا من قبل الفرثيين عام 238 قبل الميلاد. في 205 قبل الميلاد، كان قد مد أنطيوخس الثالث سلطته إلى بارس وانتهت الدولة المستقلة فيها.
كان باباك حاكم بلدة صغيرة تدعى خير. لم يعر أرابانوس الرابع، إمبراطور الدولة البارثية اهتماما لجهود باباك في الاستيلاء على السلطة المحلية. استطاع باباك وابنه الأكبر شابور توسعة منطقة نفوذهم على كل بارس.
الأحداث اللاحقة غير واضحة بسبب ضبابية المصادر. إلا أنه من المؤكد أنه بعد وفاة باباك حوالي عام 220، تصارع أردشير الذي كان في ذلك الوقت حاكم داربكرد على السلطة مع أخيه الأكبر شابور. تخبرنا المصادر أنه في العام 222, قتل شابور عندما انهار سقف مبنى عليه.
بعد مقتل شابور، نقل أردشير عاصمته إلى الجنوب من بارس وأسس عاصمة في  أردشير-خوارة (سميت سابقا غور، وتسمى اليوم فيروز آباد).
بعد بسط حكمه على بارس، وسع أردشير امتداد الأراضي في امبراطوريته الساسانية الفارسية، وطلب الولاء من الأمراء المحليين في فارس، وسيطر على محافظات كرمان وأصفهان وسوزیانا وميسان.

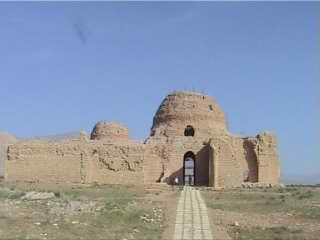
قصر سروستان في سروستان

شن أرتابانيس غزوة ثانية ضد أردشير الأول في العام 224. اشتبك الجيشان معركة هرمزدكان، حيث قتل أرتبانيس الرابع. توج أردشير في عام 226 في قطيسغون حاكما أوحدا لبلاد فارس، منهيا بذلك الإمبراطورية البارثية التي استمرت 400 عاما، ومؤسسا بذلك الإمبراطورية الساسانية التي امتدت لفترة مشابهة على منطقة أكبر، وحول بلاد فارس مرة أخرى قوة عظمى في العالم المعروف وقتها. صعدت بنفس الفترة  الإمبراطورية البيزنطية خلفا للعدو الرئيسي لبلاد فارس (الجمهورية الرومانية والإمبراطورية الرومانية).
حكم الساسانيون 425 سنة حتى غزت جيوش المسلمين الإمبراطورية. بعد ذلك بدأ باعتناق الإسلام، مما جعل نشر الإسلام أسهل على الإمبراطورية المسلمة الجديدة.
انتقلت بارس من يد إلى يد عبر العديد من السلالات، مخلفة العديد من المعالم التاريخية والأثرية لكل منها قيمة للتراث العالمي، مما يعكس تاريخ المحافظة  وإيران وغرب آسيا. تمثل أنقاض بيشابور وبرسيبوليس وفيروز آباد تذكارا لهذا. لعب الغزاة العرب دورا في تراجع الحكم الزرادشتي وجعل الإسلام ينتشر ابتداء من القرن السابع.